# Parafia św. Antoniego Padewskiego w Ratowicach
Parafia św. Antoniego Padewskiego w Ratowicach – znajduje się w dekanacie Jelcz-Laskowice w archidiecezji wrocławskiej. Erygowana w 1957 roku.
Obsługiwana przez księży archidiecezjalnych. Jej proboszczem jest ks. mgr Janusz Dołhun RM.

## Parafialne księgi metrykalne
| Księgi metrykalne | Okres ewidencji  |
| ----------------- | ---------------- |
| chrztów           | 1717-1753 1945 - |
| ślubów            | 1945 -           |
| zgonów            | 1717-1753 1945 - |